# Bruce Beresford-Redman
Pour les articles homonymes, voir Beresford et Redman (homonymie).
Ne doit pas être confondu avec le cinéaste australien, Bruce Beresford.
Bruce Beresford-Redman est un producteur américain de télévision.
Il est le cocréateur de l'émission de télé-réalité, Pimp My Ride et l'ancien producteur de Survivor.

## Biographie

### Vie privée
Il était marié à une restauratrice brésilienne nommée Monica Burgos, avec qui il a eu deux enfants.

## Suspecté de l'assassinat de son épouse
En avril 2010 lors de vacances familiales, son épouse - avec qui il est marié depuis onze ans - est retrouvée morte dans une citerne de traitement des eaux usées d'un luxueux hôtel de Cancún au Mexique. Son corps présentait de nombreuses traces de coups et était nu. Quinze jours après, Bruce Beresford-Redman rejoint les États-Unis, alors que les autorités mexicaines lui avaient retiré son passeport,,.
En décembre 2011, le juge fédéral de Los Angeles Philip S. Gutierrez (en), l'extrade vers le Mexique, car il estime que « le faisceau de preuves va dans le sens d'un homicide commis par le fugitif ». Dans un communiqué, les avocats de Bruce Beresford-Redman, ont dit que « Bruce a décidé de ne pas faire appel de la décision et de retourner au Mexique pour s’y défendre des accusations portées contre lui. Il est innocent et espère que la justice mexicaine lui assurera un procès juste qui, il en est certain, le blanchira »,,.
Le 12 mars 2015, Bruce Beresford-Redman est condamné pour le meurtre de sa femme à 12 ans d'emprisonnement. Il continue à clamer son innocence.
Cette affaire a inspiré le téléfilm américain Un mari suspect : l'affaire Beresford-Redman (Murder in Mexico, 2015), avec Colin Egglesfield dans le rôle de Bruce Beresford-Redman ; il fut diffusé pour la première fois en France le 2 juin 2017 sur TF1.